# Cinunuk (Wanaraja)
Cinunuk is een bestuurslaag in het regentschap Garut van de provincie West-Java, Indonesië. Cinunuk telt 5198 inwoners (volkstelling 2010).